# Implicit memória
Implicit memória az az emlékezeti rendszer, amely az előhívás során nem igényel tudatos erőfeszítést. Létezésére a priminghelyzet során kaphatunk reprezentatív és egyben manifeszt bizonyítékot, melynek során tudatosság nélkül mutatkozik meg az előzetes tudás vagy tapasztalat. Az implicit memória legfontosabb jellemzője tehát az automatikusság.

## Történeti előzmények
Nyugat-Európában a 17. században először Descartes tett említést létezéséről, majd Hermann Ebbinghaus írt le egy olyan mentális állapotot, melynek során az előzetes tudás befolyásolja a mindenféle tudatosság nélküli pillanatnyi viselkedést.
Maga az ’implicit memória’ fogalma Graf és Schacter érdeme, 1985-ös tanulmányukban vezették be, mint terminust.
Az utóbbi néhány évtized implicit memóriával kapcsolatos kutatásai arra irányultak, hogy bebizonyítsák az explicit memóriától való különállóságát, egyediségét, és azokat a pszichológiai folyamatokat, amelyeken keresztül működik.

## Az előfeszítés (priming) módszer
A priming szó jelentése: előfeszítés. Arra a folyamatra utal, melynek során egy előzetes „találkozás” valamivel hozzájárulhat a későbbi felidézéshez vagy felismeréshez.
Tulving, Schacter és Stark egy 1982-es kísérletükben egy szólistát mutattak a kísérleti személyeiknek, majd szókiegészítési feladatot adtak nekik, mely során azt is meg kellett mondaniuk, hogy az adott szó szerepelt-e az előző listán. Függetlenül attól, hogy emlékeztek-e rá, gyorsabban kiegészítették a már előzetesen látott szavakat.
Az implicit memóriát vizsgáló kutatások túlnyomóan a priming-módszert használják eszközként: az amnéziás és egészséges személyek közötti teljesítménykülönbségeket bemutató leírások nagyszámú következtetés levonását engedik meg (Schacter, 1987).
Az amnéziás betegeknél ugyanis olyan feladatok és műveletek során, melyeknél nem kell az explicit memóriájukra támaszkodni, nem mutatkoznak képességbeli károsodások: priminghelyzet utáni szókiegészítési tesztben például ugyanolyan jól teljesítenek, mint a kontrollszemélyek -bár előfordul, hogy később nem emlékeznek arra, hogy részt vettek a kísérletben- (Graf & Schachter, 1985). Az, hogy a priming az explicit memória bevonódása nélkül is működik, arra utal, hogy a két memória egymástól független funkciót tölt be.

## Daniel L. Schacter elmélete
Tulving, Schacter és Stark (1982) eredményei alapján nincs összefüggés a személy azon képessége, hogy emlékezzen egy szólistára és aközött, hogy tudatosság nélkül használja a primingot.
Schacter és Tulving (1994) elmélete szerint az implicit tanulást több, különálló rendszer működésének lehet tekinteni, részletesen írnak például a Perceptuális Reprezentációs Rendszerről. „A PRR olyan területspecifikus alrendszerek csoportját jelenti, amelyek a szavak és tárgyak formájával és struktúrájával kapcsolatos információkat dolgozzák fel, a jelentéssel, más asszociatív tulajdonságokkal kapcsolatosakat azonban nem.” (idézi Alan Baddeley).
Olyan perceptuális feldolgozó alrendszerek létezése mellett mutatnak fel bizonyítékot, mint a vizuális szó-forma rendszer, a strukturális leíró rendszer és az auditoros szó-forma rendszer; illetve további feldolgozó rendszerek létezésének lehetőségeiről szólnak (ezek olyan ingerekre specializálódtak, mint az arcok, a szagok és a tapintható anyagok, etc.).
A PPR-t tehát egy egységes rendszernek tekinthető: „A különböző alrendszereket összekötik a közös tulajdonságok és működési elvek: mind meghatározott kérgi területekhez köthető, preszemantikus szinten dolgozzák fel a területspecifikus perceptuális információkat és nem tudatos emlékezeti folyamatokkal járnak együtt.” (Schacter, 1994) – idézi Baddeley.
Baddeley egyébként úgy tarja, hogy elhamarkodottság azt feltételezni, hogy a PRR különálló rendszerek összessége, és ezáltal a messzemenő következtetések levonása is veszélyekkel járhat. Lehetséges, hogy például a priminghatásokat önálló emlékezeti jelenségekként fogják vizsgálni – holott szem előtt ajánlatos tartani eszközjellegüket, hiszen a háttérben álló perceptuális és konceptuális feldolgozórendszerek működésének megértésében is segítséget jelentenek. A priming (előfeszítés) azt a hatást jelenti, amikor egy inger befolyásolja a információ-feldolgozó rendszer későbbi teljesítményét. Beszélhetünk pozitív (azaz serkentő) és negatív (gátló) primingról.
Schacter felvetette, hogy külön jobb és bal agyféltekei rendszerek léteznek (az előbbi a specifikusabb, az utóbbi az absztraktabb folyamatokért felelős). Ír arról is, hogy amnéziában az implicit memória sérül.

## Larry Squire elmélete
Larry R. Squire egészen másképp közelíteti meg a kérdést: deklaratív emlékezetnek nevezi az epizodikus (élményszerű) emlékezetet, és ezzel szemben nem deklaratívnak azt az emlékezetet, mely „olyan elkülönült képességek heterogén együttese, melyek nem disszociálhatnak”.
Elméletének neuroanatómiai gyökere azon felfedezés, hogy a deklaratív emlékezet a temporális lebenyhez és a parahippokampális területekhez, a nem deklaratív pedig a temporális lebenytől független agyterületekhez köthető.
Squire és munkatársainak eredményei szerint a kategóriatanulás szintén impliciten történik, és teljesen független a deklaratív memóriától. Egy másik kutatásukban amnéziás személyek explicit és implicit teljesítményét hasonlították össze olyan kontrollszemélyekével, akik memorizálták a számsort: az amnéziások kimagasló teljesítményt nyújtottak az implicit feladatban, az explicitben pedig károsodottat – ez arra utal, hogy a kétféle emlékezeti rendszer egymástól elkülönült agyterület működéséhez köthető.
Squire és Knowlton egy 1995-ös tanulmányában arról számolt be, hogy az „emlékezés” és a „tudás” különbözősége nem az explicit és az implicit emlékezet különbségére világít rá, hanem a deklaratív memórián belüli megosztottságot tükrözi. A „tudás” válaszok azoktól az agyterületektől függenek, amelyeket amnéziában ér sérülés, az „emlékezés” pedig ugyanezektől a területektől és a frontális lebenytől (ez összekapcsolható a kontextuális információval).
Schacter és Squire elméletei alapját egyébként neuroanatómiai bizonyítékok szolgáltatják; bár Squire egyértelműen nagyobb mértékben hagyatkozik állatkísérletekre és neuropszichológiai betegek vizsgálati eredményeire.